# Зграда бившег градског народног одбора у Вршцу
Зграда бившег градског народног одбора у Вршцу се налази на Тргу победе 1, подигнута је почетком 19. века и убраја се заштићене споменике културе од великог значаја.
Саграђена је као угаона репрезентативна грађевина, са стамбеним просторијама на спрату и локалима у приземљу. Откупљена је 1807. године за потребе смештаја Магистрата и претпоставља се да је у првој половини 19. века фасада претрпела знатне измене. Декоративна обрада спратног дела делимично је сачувала првобитни изглед, иако је и она допуњавана новим елементима. Издељена је плитким пиластрима са проширеним базама и коринтским капителима. Изнад капитела су поља са розетама, док је поткровни венац степенасто профилисан. Сви прозори су правоугаоног облика са плитким оквирима. Хоризонтална подела фасаде изведена је помоћу плитко профилисаног венца. Угаони део зграде посебно је наглашен истуреним еркером на конзолама, са посебним кровићем. Отвори приземља су у више наврата мењани, али су остали у осама горњих прозора.
Конзерваторски радови на објекту рађени су 1987–1988, 1995. и 2005. године.